# Kloster Alspach

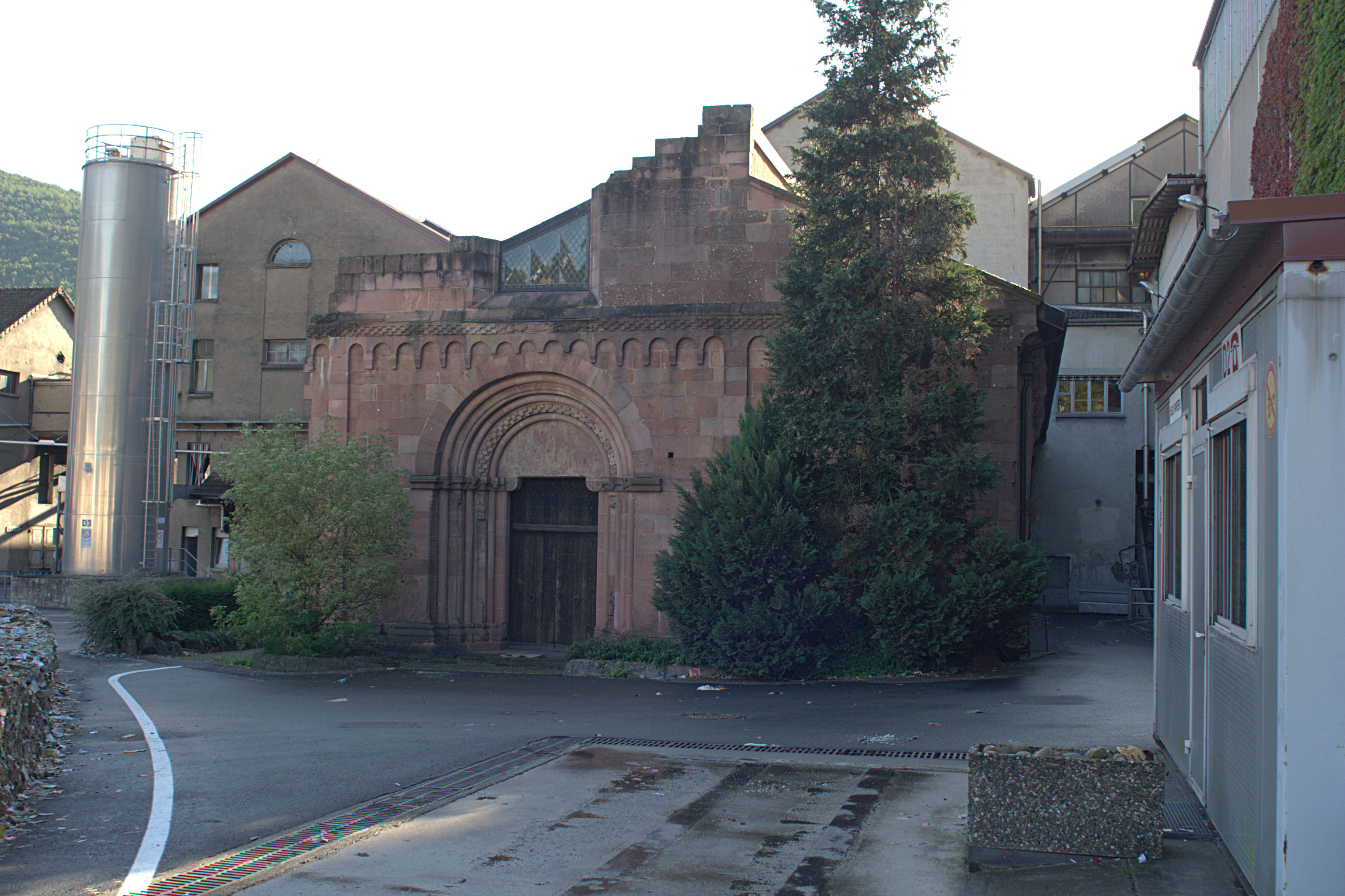
Ehemalige Klosterkirche

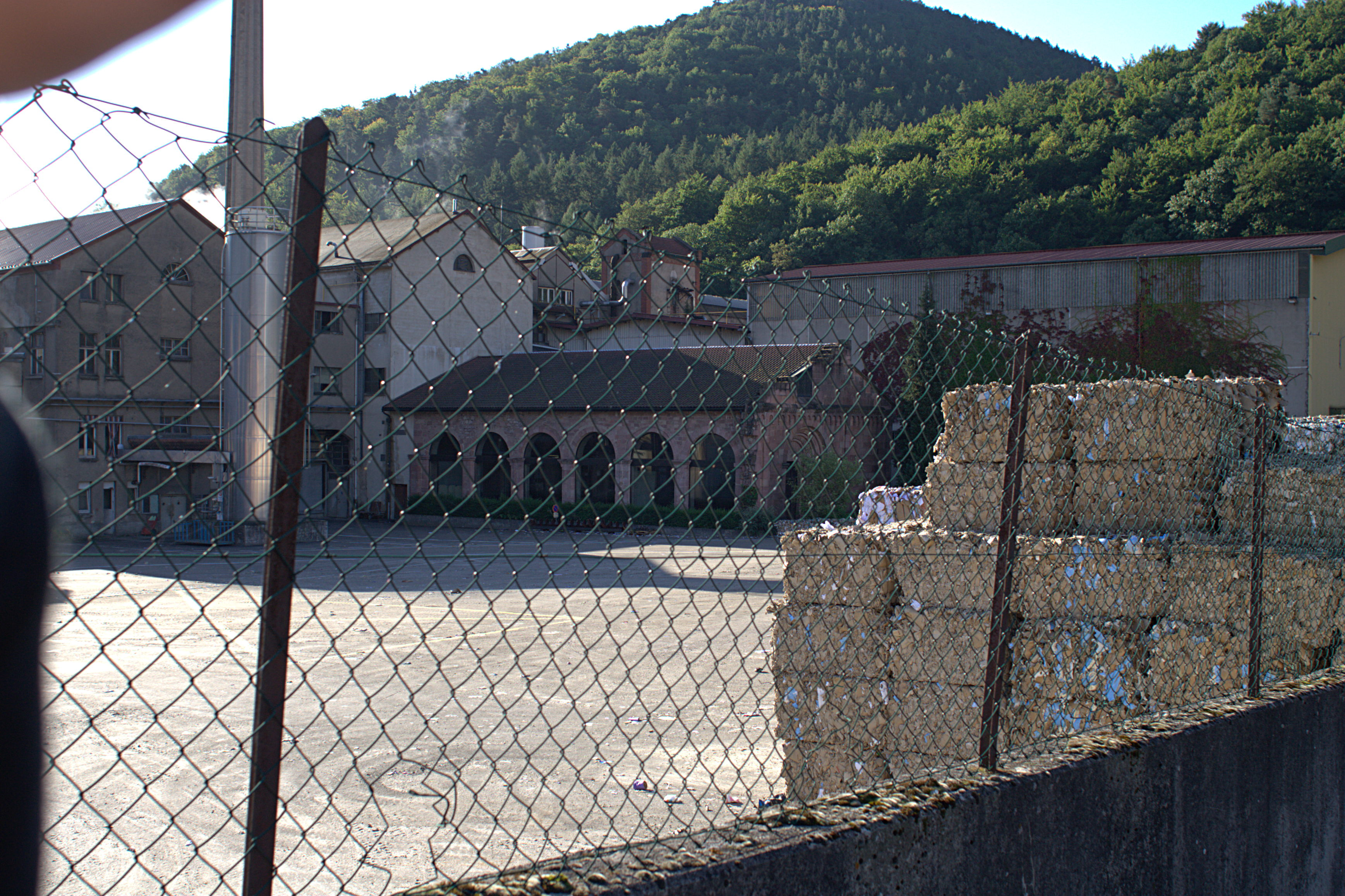
Reste des Klosters

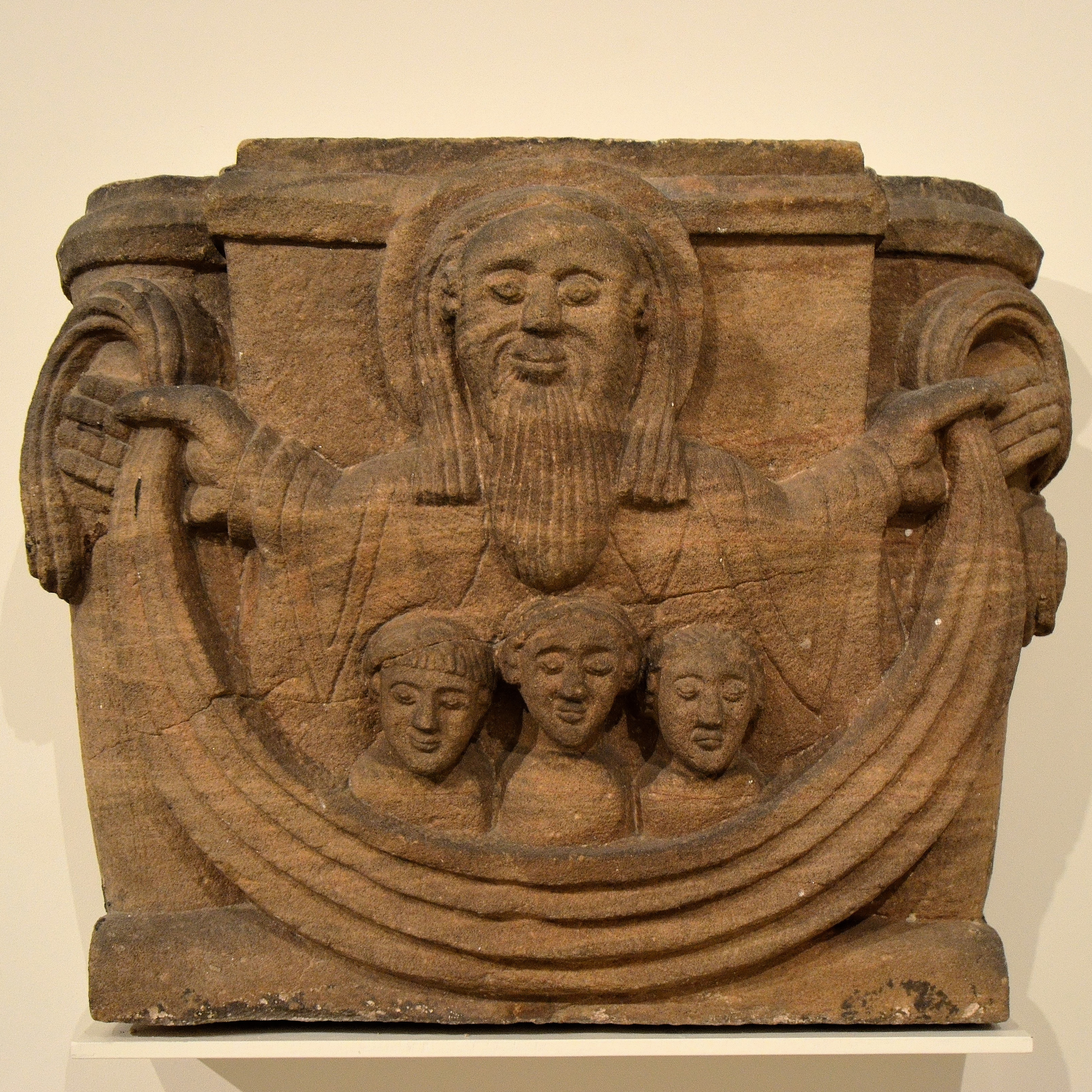
Kapitell (Die Gerechten in Abrahams Schoß), jetzt in Colmar

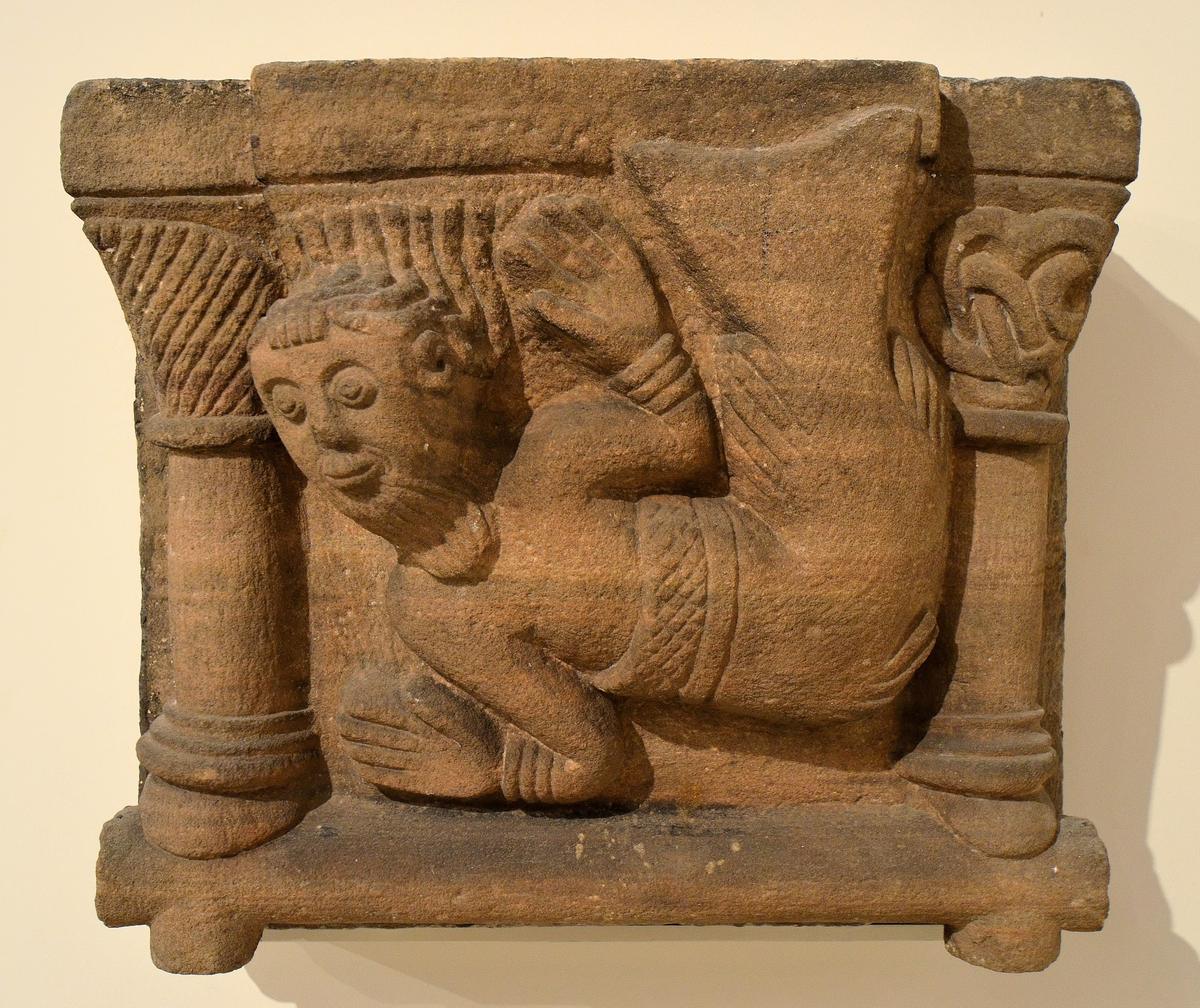
Kapitell mit Triton, jetzt in Colmar

Das Kloster Alspach war ein im 12. Jahrhundert erbautes Kloster bei Kaysersberg im Oberelsass (Frankreich).
Das Kloster wurde Ende des 10. oder Anfang des 11. Jahrhunderts von den Grafen von Egisheim als Benediktinerkloster gegründet und mit Mönchen aus Kloster Hirsau besetzt. Es wurde 1282 in ein Klarissenkloster (Uranistinnenkloster) umgewandelt und erlangte unter Kaiser Karl IV. die Reichsunmittelbarkeit.
Es bestand bis zur Säkularisation 1789/90. In der Folge wurde es, insbesondere ab 1875, nach und nach zum Zwecke der Erbauung von umliegenden Wohnhäusern und Industriegebäuden abgetragen. Teile der romanischen Bauplastik sowie des Chorgestühls und die Choraltäre im Rokokostil von Gabriel Ignaz Ritter (1732–1813) wurden in die Dominikanerkirche Colmar überführt, wo sie noch heute zu besichtigen sind.
Die ehemalige Konventskirche mit romanischem Tympanon befindet sich heute umgeben von Papierbergen und unwirklich anmutend direkt auf dem Firmengelände einer Kartonagenfabrik am westlichen Ortsausgang von Kaysersberg im Gregoriental, in dem sich unweit auch das ehemalige Kloster Pairis befand. Besichtigungen sind nur nach Voranmeldung im Fremdenverkehrsamt in Kaysersberg möglich.
Ein teilweise ebenso noch erhaltenes Wirtschaftsgebäude des Klosters steht am Fuße eines Weinberges im Dorf Kientzheim und wird heute als Hotel betrieben.